# Setesuyara
 (août 2019).
Si vous disposez d'ouvrages ou d'articles de référence ou si vous connaissez des sites web de qualité traitant du thème abordé ici, merci de compléter l'article en donnant les références utiles à sa vérifiabilité et en les liant à la section « Notes et références ».
Setesuyara est la déesse du monde souterrain avec Batara Kala (en) dans la mythologie balinaise traditionnelle.

## Source
- (en) Cet article est partiellement ou en totalité issu de l’article de Wikipédia en anglais intitulé « Setesuyara » (voir la liste des auteurs).